# Boca de Uchire
Boca de Uchire est une ville du Venezuela, chef-lieu de la municipalité de San Juan de Capistrano dans l'État d'Anzoátegui. Autour de la ville s'articule la division territoriale et statistique de Capitale San Juan de Capistrano.